# Single Footing Horses

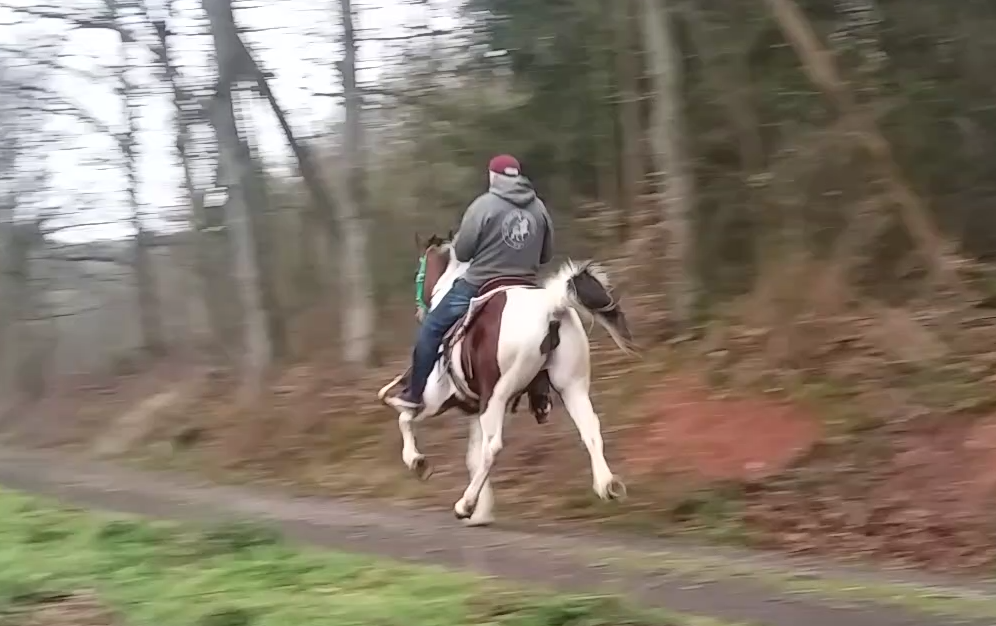
Patti Labelle, Single Footing Horse

Single Footing Horses sind Reitpferde.

## Geschichte
Die Rasse der Single Footing Horses – oft gleichgesetzt mit den Speed Racking Horses – gibt es schon seit mehr als 60 Jahren. Einer der Hengste, der die heutige Zucht am meisten geprägt hat, ist  EZD Falcon Rowdy. Der Hengst mit einem Stockmaß von 1,44 m stammt aus der seltenen Linie der „Kentucky Walker“, eine töltende Kreuzung, weitestgehend aus Morgan und Arab, die in den 1930er Jahren fast ausgestorben war. Sie verfügten über einen weichen 4-Schlag Arbeitsgang mit einer Geschwindigkeit bis 24 km/h. Falcon Rowdy, der unverkennbar auch Standardbred-Blut trug, wurde berühmt, da er der Legende nach diesen Gang im „Single Foot“ bis zu einer Maximalgeschwindigkeit von angeblich 82 km/h steigern konnte. Tatsächlich können Single Footer bis zu einer Maximalgeschwindigkeit von ca. 40 km/h tölten. Dennoch wurde er damals als eines der schnellsten Pferde der Welt bekannt, als ein Tierarzt, begeistert von seiner Gangmechanik, diese ausgiebig studierte und dokumentierte. Ein weiterer Gründungsvater der Single Footing Horses war Coral LaCe, ein Largo Paso Fino, (* 1964), der allerdings in der heutigen Zucht kaum noch eine Rolle spielt.

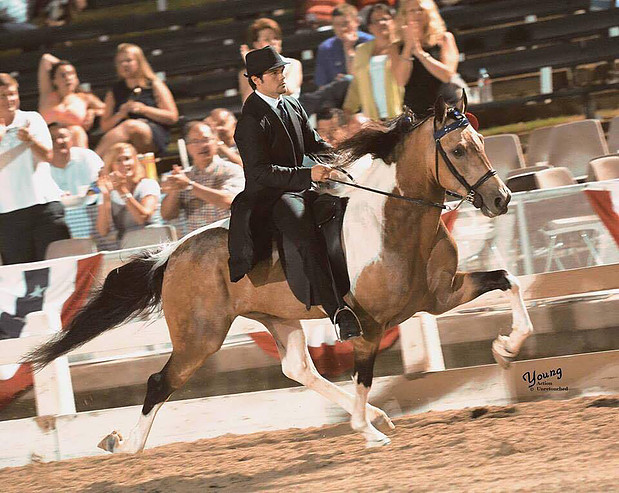
Falcon Blue Ribbon

Aus der Begeisterung für die zähen, belastbaren, nervenstarken und schnellen Tölter, entstand die gezielte Zucht auf den Single Foot. Ziel der Zucht war ein alltagstaugliches, ausdauerndes Gebrauchspferd, das sowohl lange Geländeritte meistert als auch im bequemen Speed Tölt davonbraust.

## Rassemerkmale
Die Zuchtbücher sind bis heute offen. Die Rasse definiert sich über den Gang und das Gemüt. Hierfür werden verschiedene Gangpferderassen miteinander gekreuzt. Besonders bewährt haben sich Standardbred-Kreuzungen aus z. B. töltenden Tennessee Walkern, töltenden Morgans, Racking Horses, Spotted Saddle Horses. Die Züchter sind seit Generationen dabei, das Gangbild zu perfektionieren. Der Standardbred gehört, obwohl als Rennpferd in Amerika gezüchtet, zu den Gangpferden, da er neben den Trabrennen für Passrennen eingesetzt wird und nahezu immer auch Tölt anbietet.
Von einem ruhigen 4-Schlag Arbeitsgang soll das Pferd bei einem ausgeglichenen Temperament bis zu einem Renntölt beschleunigen können, bei dem nur noch ein Huf auffusst – oft bis 50 km/h. Dabei soll der Gang nicht zu einem Galopp, Trab oder Pass gebrochen werden, wobei viele Single Footer neben dem Single Foot, Pass, Running Walk und/oder Flat Walk zeigen. Je nach Qualität des Pferdes, Zuchtrichtung, den verwendeten Rasseeinschlägen und Geschmack, unterscheidet sich der Gang dahingehend, wie stark er genetisch fixiert ist, sprich wie viel Naturtölt vorhanden ist und ob das Pferd eher zum Pass oder Trab tendiert. Besonders beliebt sind Trotter-Einschläge, das heißt Pferde, die im Freilauf Trab zeigen, aber unter dem Sattel den Tölt anbieten. Sie sind dafür bekannt, die höchste Geschwindigkeit im Tölt zu zeigen, ohne den Gang zu brechen. 
Der Single Footer wird als Gelände- und Freizeitreitpferd gezüchtet. Daher spielt nicht nur das Gemüt, sondern auch das zum Reiten geeignete Gebäude, eine maßgebliche Rolle. Neben Schubkraft wird auch die Tragkraft verstärkt. Heute ist oft nicht nur der reine (Tölt-)Renntyp gefragt, sondern der bewegungsstarke Typ wird immer beliebter. Durch die offenen Zuchtbücher ist die äußere Erscheinung sehr unterschiedlich. Alle Farben und eine große Diversität an Exterieur, vom flashy Pferd mit viel Ästhetik, Behang und Farbe bis zum typisch braunen Standardbred-Look, kommen vor.  Die Größe kann stark variieren, wobei sie in der Regel zwischen 1,50 und 1,56 m liegt.

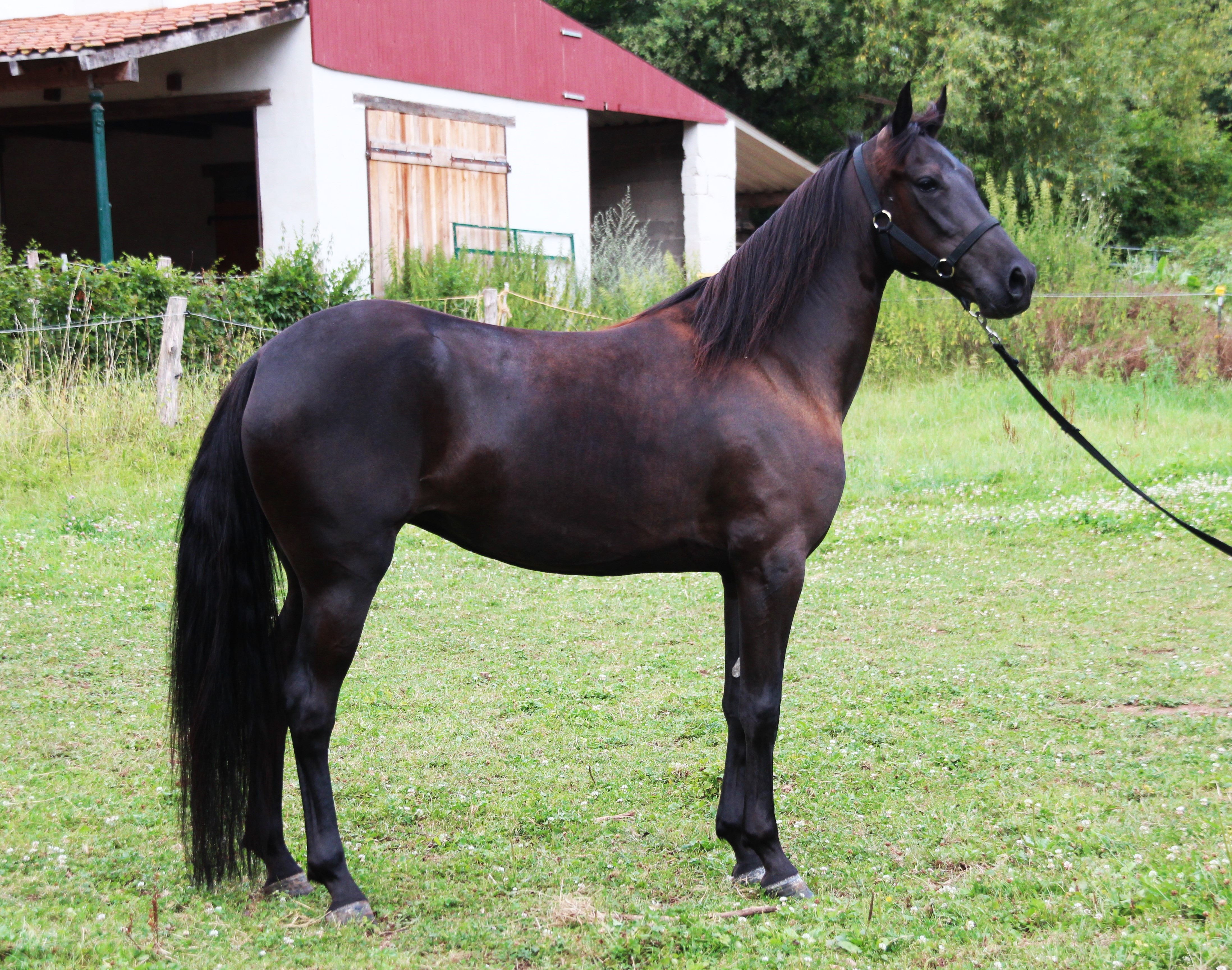
She Devil, daughter of 14 × World Gaited Champion Highway to Hell.jpg

Allen gemeinsam ist ein kurzer Rücken, ein sehr athletischer Körperbau mit großem Röhrbeinumfang und großen, harten Hufen. Die Hinterhand ist äußerst gut bemuskelt, die Kruppe schräg und lang mit tief angesetztem Schweif und manchmal etwas überbaut, die Schulter schräg. Im Gegensatz zum typischen Standardbred der Rennbahnzucht weisen sie meist eine ausgeprägtere Hankenbiegung auf, die Gelenke sind stark. Der Single Footer ist in der Entwicklung frühreif.
Steckbrief
- Größe in der Regel 1,48 m bis maximal 1,56 m, wobei es keinen Größenstandard gibt
- typisches Gebäude eines Gangpferdes mit guter Hankenbiegung, abfallender Kruppe, kurzem Rücken und schräger Schulter
- ansprechende Optik mit feinem Kopf, viel Behang
- Alle Farben, inklusive Schecken
- Natürliche Veranlagung zum Tölt und meist auch zu Pass und Walk, die Gänge sind leicht und ohne Hilfsmittel zu reiten
- Sehr ausgeglichenes Gemüt, freundlich, genügsam, immer einfach zu regulieren/nicht heiß

## Zucht
Die Single Footer sind eine von der FN anerkannte Rasse und können nach Pedigree oder Qualifikation bei der SHOBA registriert werden. Manche Single Footer sind auch stattdessen oder gleichzeitig als Speed Racking Horse bei der RHBAA registriert. Die SHOBA-Europa vertritt die amerikanische SHOBA in Europa.

## Verbreitung
In den USA gibt es einige Tausend Single Footing Horses. Nach Europa wurden in den letzten 30 Jahren nur vereinzelt Pferde importiert. Erst seit 2016 wurden eine Großzahl Pferde eingeführt und eine größere Zucht für die beliebten Gangpferde aufgebaut. Nach Israel wurden seit dem legendären "Falcon Blue Ribbon", einem Nachfahren von EZD Falcon Rowdy, der weltweit Beachtung in den sozialen Netzwerken fand, in großem Stil Single Footing Horses importiert. Es gibt zwischenzeitlich einige große Züchter und ca. 300 Pferde. 